# Sandra Escacena
Sandra Escacena (Madrid, 30 de marzo de 2001) es una actriz española, conocida principalmente por su papel protagonista en la película Verónica, de Paco Plaza.

## Trayectoria

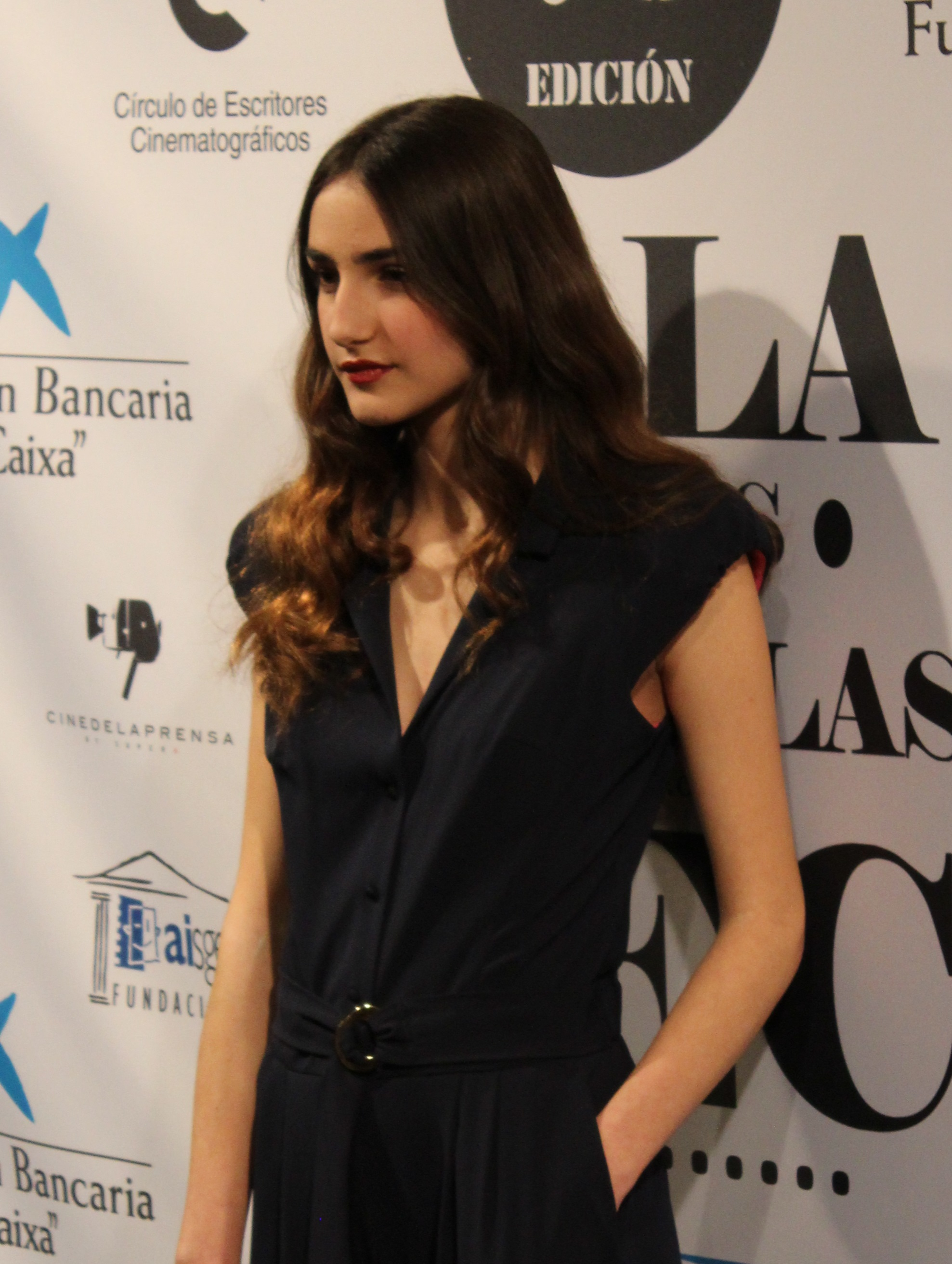
Escacena en la 73 edición de las Medallas del Círculo de Escritores Cinematográficos

Entre 2009 y 2012 realizó estudios de teatro en la Escuela S.V. Producciones Escénicas de Villaviciosa de Odón y entre 2012 y 2014 en la Escuela Municipal de Arte Dramático de Madrid. Desde 2015, asiste a clases de teatro en la escuela Primera Toma de Madrid. Durante esos años participó en diversas obras de teatro. 
En 2016, a iniciativa de la directora de casting Arantza Vélez, hizo varias pruebas para interpretar a Verónica en la película dirigida por Paco Plaza, tras las que finalmente fue elegida. En diciembre de 2017 fue nominada para el premio Goya a la mejor actriz revelación y para el premio Feroz a la mejor actriz protagonista por dicha interpretación.

## Filmografía

### Cine
| Año  | Título           | Personaje      | Dirección  |
| ---- | ---------------- | -------------- | ---------- |
| 2017 | Verónica         | Verónica Gómez | Paco Plaza |
| 2017 | The Same (corto) |                | Paco Plaza |
| 2023 | Hermana muerte   | Verónica Gómez | Paco Plaza |

### Televisión
| Año  | Serie                       | Canal          | Personaje    | Notas       |
| ---- | --------------------------- | -------------- | ------------ | ----------- |
| 2018 | Paquita Salas               | Netflix        | Cameo        | 1 episodio  |
| 2018 | La parálisis del miedo      | Movistar+      | Chica        | TV-Movie    |
| 2019 | Hospital Valle Norte        | La 1           | Daniela      | 1 episodio  |
| 2019 | Comando Squad: La presencia | Flooxer        | Cristina     | 6 episodios |
| 2019 | Terror y feria              | Flooxer        | Sara Satán   | 1 episodio  |
| 2020 | Madres. Amor y vida         | Telecinco      | Sonia        | 1 episodio  |
| 2021 | El corazón del imperio      | Movistar Plus+ | Fulvia       | 2 episodios |
| 2023 | Traitors España             | HBO Max        | "Ella misma" | 5 episodios |

### Teatro
| Año  | Título                                    | Personaje                |
| ---- | ----------------------------------------- | ------------------------ |
| 2010 | La otra historia de Caperucita Roja       | Madre de Caperucita      |
| 2011 | Blancanieves                              | Blancanieves             |
| 2012 | Nunca un Príncipe Azul                    | Don Quijote de la Mancha |
| 2013 | La muy fogosa historia de Miguel Costilla | Flor y Comadre           |
| 2014 | Romeo y Julieta                           | Julieta                  |
| 2019 | El Sirviente                              | Vera y Mabel             |

## Premios y nominaciones
| Año  | Premio                 | Categoría                 | Producción | Resultado |
| ---- | ---------------------- | ------------------------- | ---------- | --------- |
| 2017 | Festival Cinepocalypse | Mejor actriz              | Verónica   | Ganadora  |
| 2018 | Medallas del CEC       | Actriz revelación         | Verónica   | Ganadora  |
| 2018 | Premios Goya           | Mejor actriz revelación   | Verónica   | Nominada  |
| 2018 | Premios Feroz          | Mejor actriz protagonista | Verónica   | Nominada  |